# コロンビー＝シュル＝タオン
コロンビー＝シュル＝タオン (Colomby-sur-Thaon) は、フランスのバス＝ノルマンディー地域圏カルヴァドス県に属する旧コミューン。2016年1月1日、アンゲルニーと合併し、コロンビー＝アンゲルニーとなった。

## 地理
県都カーンから北に10 kmの平野部に位置する。「クール・ド・ナクレ」（真珠海岸）から市街までは8 kmほどの距離がある。西ではソル川支流のミュ川やテュ川が流れる。北でバスリーと、東でアンゲルニーと、南東でアニジーと、南でヴィヨン＝レ＝ビュイッソンと、南西でケロンと、西でタオンと、北西でフォンテーヌ＝アンリとそれぞれ接するが、特にアンゲルニーと近い。

## 歴史
ジュノービーチ上陸作戦翌日の1944年7月7日、コロンビー＝シュル＝タオンはショディエール連隊のカナダ軍部隊によって解放された。

## 行政
- ダニエル・クラランス（Daniel Clarence, 無所属、1995年6月から）フランステレコム幹部

## 人口の推移[1]
| 1962年 | 1968年 | 1975年 | 1982年 | 1990年 | 1999年 | 2006年 | 2007年 |
| ------ | ------ | ------ | ------ | ------ | ------ | ------ | ------ |
| 144    | 139    | 230    | 305    | 318    | 347    | 426    | 415    |

## 観光スポット
- 15世紀に建てられたコロンビー邸。1942年6月13日に歴史的建造物に登録された
- 12世紀に建てられた教会。15世紀に改築された

## ゆかりの人物
- フランシスク・プルボ（1879年 - 1946年） デザイナー。この地に居を構えた